# Chorebus partimpilosus
Chorebus partimpilosus är en stekelart som beskrevs av Fischer 1999. Chorebus partimpilosus ingår i släktet Chorebus och familjen bracksteklar. Inga underarter finns listade i Catalogue of Life.